# Open 13 2019
Open 13 2019 — тенісний турнір, що проходив на кортах з твердим покриттям у місті Марсель, Франція з 18 лютого. Належав до категорії ATP Tour 250.

## Фінальна частина

### Одиночний розряд
Стефанос Ціціпас —  Михайло Кукушкін 7–5, 7–6(7–5)

### Парний розряд
Жеремі Шарді /  Фабріс Мартен —  Бен Маклахлан /  Матве Мідделкоп 6–3, 6–7(4–7), [10–3]